# Palle Lykke Ravn
Palle Lykke Ravn (født 23. februar 1976 i Holstebro) dansk forfatter og digter. Byrådsmedlem for Socialdemokratiet i Struer Kommune.
Han blev landskendt da han som 16 årig stod frem i forbindelse med i Blødersagen, hvor 91 danske blødere blev påført HIV-smitte gennem deres livsvigtige blødermedicin. Palle var kun 9 år gammel da han i 1985 blev påført HIV-smitte. Han stod i 1992 sammen med sin familie frem i Eleva2ren på TV2, og var efterfølgende gennem en lang årrække meget i medierne som en af hovedpersonerne i fortællingen om Blødersagen.

## Forfatter og digter
April 2010 debuterede han som forfatter med selvbiografien "En dag ad gangen – en historie fra Blødersagen", som han skrev med hjælp fra Hanne Reintoft og Jane Aamund. 
November 2015 udgav han sin anden bog "Vi er mestrene - FC Midtjyllands Guldfest 2015", som med billeder og tekst skildrede fodboldklubbens første mesterskab. 
Den tredje bog udkom i december 2021, hvor han er medforfatter til "Da døden blev aflyst - 40 år med AIDS" som blev udgivet af AIDS-Fondet sammen med nonprofit-forlaget Ordskælv.
Palle Lykke Ravn har også udgivet en digtsamling ved navn "Digte om livet og kærligheden". Samlingen der består af 142 digte blev udgivet digitalt i tidsrummet 1997-1999. Nogle af digtene har været brugt i pensum på gymnasiale uddannelser. Og i 2020 blev digtene "Husk at leve livet" samt "Glæden ingen grænser kender" som sangtekster tilført klassisk musik ved komponisterne og søstrene Helena og Lucia Nguyen. De to musikværker blev uropført ved KLANG-Festival 2020 af Ensemble Krumbuktus.
Historiemaler Mathilde Fenger offentliggjorde i august 2023 på Københavns Rådhus, en portrætserie ved navn "Positive Portrætter" med 12 malerier af 13 personer med HIV som alle fortalte forskellige historier. Et af malerierne var af Palle Lykke Ravn som repræsenterede de HIV-smittede blødere i serien. Det var AIDS-Fondet som bad Mathilde Fenger om at bidrage til den positive fortælling, så det kunne blive en del af Danmarkshistorien, at HIV ikke mere er en smitsom dødsdom. 

## Politik
Palle Lykke Ravn blev i marts 2016 valgt som Folketingskandidat for Socialdemokratiet i Struer-Lemvig Kredsen, han blev ved folketingsvalget i 2019 stedfortræder til Folketinget. Han valgte at stoppe som folketingskandidat i 2022.
Palle Lykke Ravn er medlem af Byrådet for Socialdemokratiet i Struer Kommune. Hans tid i kommunalpolitik begyndte efter kommunalvalget i 1997 hvor han blev valgt som 1. suppleant til Byrådet. Senere blev han suppleret ind som Byrådsmedlem i tidsrummet 1998-1999. Herefter holdt han en længere pause fra politik, før han ved kommunalvalget i november 2017 atter blev valgt til Byrådet. Siden er han blevet genvalgt ved kommunalvalget i 2021, og er i den aktuelle periode næstformand for Teknik-, Miljø-, og Klimaudvalget, medlem af Børne-, og Uddannelsesudvalget samt bestyrelsesmedlem i de kommunalt ejede selskaber Struer Energi og Nomi4s. 

## Hverv
Palle Lykke Ravn er redaktør for lokalmediet Struer Nyheder, hvilket han grundlagde i 2012.
Han har siden 2012 været bestyrelsesmedlem i Danmarks Bløderforening og er desuden formand i bestyrelsen for Struer Frivilligcenter.
Fra 2018 til 2020 var han medlem af Forretningsudvalget for Danske Handicaporganisationer. 
Siden 2002 har han været fotograf for fodboldklubben FC Midtjylland.

## Film
- Sagen ifølge Sand (2002)